# 33734 Stephenlitt
33734 Stephenlitt è un asteroide della fascia principale. Scoperto nel 1999, presenta un'orbita caratterizzata da un semiasse maggiore pari a 3,1676155 UA e da un'eccentricità di 0,1007730, inclinata di 5,77613° rispetto all'eclittica.